# Burlington (Textilmarke)

Burlington Markenlogo

Burlington ist eine internationale Modemarke, die in Deutschland und Europa besonders für ihre Socken und Strümpfe im Argyle-Muster bekannt ist. Seit 2008 vermarktet der Falke-Konzern Burlington im EMEA-Raum, in Australien und Südamerika.

## Geschichte

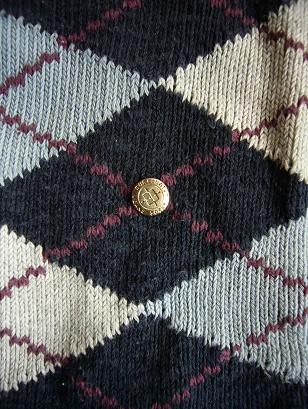
Burlington-Socke mit 'Clip' und der Aufschrift „BURLINGTON JEANS SOCKS“ (Mitte 1990er Jahre)

Beispiel für ein typisches Argyle-Muster, dessen Name sich von der schottischen Region Argyll ableitet.

### Burlington Industries und Arlington Socks
1968 begann eine zum 1923 in Burlington (North Carolina), gegründeten, amerikanischen Textilhersteller Burlington Industries gehörende Teppichfabrik im baden-württembergischen Schopfheim mit der Herstellung von Socken. 1975 verwendete das Unternehmen erstmals das Argyle-Muster, was vom deutschen und europäischen Markt erfolgreich angenommen wurde. 1982 verkaufte Burlington Industries, seit den 1970er mit Sitz in Greensboro, die Strumpfsparte. Der Schopfheimer Hersteller benannte sich daraufhin in Arlington Socks GmbH & Co. KG um und erhielt die weltweiten Lizenzrechte an der Marke Burlington mit Ausnahme des US-amerikanischen Marktes. In den USA wurde die Lizenz für Socken an den Textilhersteller Kayser-Roth (seit 1999 Teil der italienischen Golden Lady Company S.p.A.) vergeben, welcher diese bis heute hält. Auch in Teilen der Jugendkultur der 1980er Jahre, wie den Poppern oder Paninari, waren die Socken im Karomuster äußerst beliebt. Markenzeichen und zugleich Qualitätssiegel von Burlington-Socken wurde ab 1985 eine bis heute verwendete, in Knöchelhöhe angebrachte kleine runde Metallniet, der sogenannte „Clip“, den das Firmenlogo im Rautendesign ziert. Ende der 80er Jahre ging die Nachfrage nach den Karosocken allerdings zurück und Arlington erweiterte das Portfolio um Herrenoberbekleidung mit dem typischen Muster.

### Kunert
1990 kaufte das Immenstädter Strumpfunternehmen Kunert AG Arlington Socks und übernahm die Namensrechte an Burlington. Kunert baute das Sortiment mit Herrenbekleidung, Oberhemden und Unterwäsche aus und eröffnete europaweit Burlington-Geschäfte und Shops-in-Shop. Das Werk in Schopfheim wurde 2003 von Kunert geschlossen, und die Produktion in einem Werk in Marokko wurde fortan von Immenstadt aus gesteuert. Im gleichen Jahr meldete die amerikanische Burlington Industries Insolvenz an und wurde zerschlagen. Die Rechte an der Marke Burlington übernahm die amerikanische International Textile Group (ITG), seit 2019 Elevate Textiles, eine Tochtergesellschaft von Platinum Equity. Kunert behielt die Lizenz und engagierte Ende 2006 zwecks Neuausrichtung und Verjüngung der Marke Burlington den britischen Designer Anthony Cuthbertson, der zuvor für Daks London und Max Mara tätig gewesen war und für Burlington in einem Londoner Büro arbeitete. Unter ihm wurde eine Sportswear-Kollektion für Damen und Herren lanciert, die in White Label (traditionelle Haupt-Linie) und Black Label (preisintensivere, modischere Premium-Linie für ein jugendliches Publikum) unterteilt war. Burlington wandelte sich zur (vermeintlich) britischen Lifestyle-Marke. 2007 tätigte Kunert mit der Marke Burlington Umsätze in Höhe von 34,8 Mio. Euro. Cuthbertson verließ Burlington im April 2008, um für René Lezard als Kreativdirektor zu arbeiten.

### Falke
Im April 2008 erwarb die Schmallenberger Falke KGaA die Markenrechte an Burlington für EMEA, Australien und Südamerika von ITG. Für die USA und Asien verblieben die Rechte bei ITG. Kunert wehrte sich, allerdings erfolglos, gegen den Verlust der Lizenz. Die Kunert-Lizenz war 2007 ausgelaufen und von ITG ursprünglich bis 2015 verlängert worden, bis Kunert wegen Restrukturierungsmaßnahmen die Konditionen neu verhandeln wollte. Die Markenlizenz für Burlington wurden dann überraschend von ITG an den Kunert-Konkurrenten Falke verkauft. 
2009 stellte Falke den Briten James Buckley als Design-Chef für die Marken Burlington und Falke ein. In der Folge bot Falke unter der Marke Burlington für Damen Strumpfwaren (Kniestrümpfe, Socken, Strumpfhosen, Leggings) sowie für Herren Strumpfwaren (Socken, Kniestrümpfe), Strickbekleidung (Pullover, Pullunder, Strickjacken), Polohemden und T-Shirts an. Zum Herbst 2010 sollten komplette White Label und Black Label Sportswear-Kollektionen für Damen und Herren folgen. Zum Sommer 2011 wurde die progressivere Black Label-Linie allerdings in die Hauptkollektion integriert und damit faktisch eingestellt. Das Argyle-Muster, welches auf etwa 70 % der angebotenen Strumpfwaren erscheint, war auch zentrales Thema der Oberbekleidung. Burlington-Designer bei Falke ist Udo Schürmann. Im Dezember 2014 verkündete Falke, dass es nach der Sommerkollektion 2015 bis auf weiteres keine Oberbekleidung von Burlington mehr geben werde. Seither ist das Burlington-Sortiment bei Falke auf Kniestrümpfe und Socken für Damen und Herren beschränkt.

## Rechte an Burlington weltweit
International Textile Group Inc. gründete bei Übernahme der insolventen Burlington Industries 2003 das Unternehmen Burlington WorldWide, um die Markenrechte weltweit zu vermarkten. Mit der Lizenz für Falke wird im Endverbraucherbereich unter der Bezeichnung Burlington Brand Apparel (dt. Burlington Markenbekleidung) der Strumpfwaren- und Bekleidungsmarkt in EMEA, Australien und Südamerika abgedeckt. Der amerikanische Textilhersteller Kayser-Roth hält unter der Bezeichnung Burlington Brand Socks (dt. Burlington Markenstrümpfe) die Lizenz für Strumpfwaren in Nordamerika, die mit den von Falke produzierten Strümpfen nichts gemein haben. Für den chinesischen Markt werden mit Burlington House Home Products (dt. Burlington Haus Heimbedarf) Bettwäsche, Gardinen und Heim-Accessoires angeboten. Für den Geschäftskundenbereich wird mit Burlington Finishing eine am ursprünglichen Standort Burlington angesiedelte Veredelungswerkstätte für Synthetikfasern betrieben. Mit Burlington Solutions wurde eine Komplettlösung für Textilhersteller und Einzelhändler angeboten. Burlington Uniforms stellt Uniformen, Arbeits- und Schutzkleidung für den öffentlichen Sektor und Privatbetriebe her. 2006 wurde Burlington Labs als Textil-Forschungslabor ins Leben gerufen, es gehört heute zu Burlington Fabrics. Heute betreibt Elevate Textiles nur noch Burlington Fabric und Burlington Labs als Nachfolger von Burlington Industries sowie die Burlington Finishing Plant.